# William G. Morgan
William G. Morgan (Lockport, New York, 1870. január 23. – Lockport, 1942. december 27.) kitalálta és lefektette a mintonette szabályait.

## Életpálya
Egyetemi tanulmányait a massachussetsi YMCA Springfield Collegiumban (Fiatal Katolikus Férfiak Szövetsége) végezte, ahol találkozott, a kanadai Dr. James Naismithszel, aki 1891-ben feltalálta a kosárlabdát. 
1895. február 9-én a massachusettsi Holyoke városának testnevelési igazgatója, sportversengés céljából megalkotott egy új szabadidős játékot Mintonette néven, felhasználva a tenisz és a kézilabda egyes elemeit is. Ezt főleg teremben lehetett játszani, korlátlan számú résztvevővel, és eredetileg a YMCA korosabb, de mégis atletikus beállítottságú tagjainak tervezték a túlságosan is erőszakosnak tartott kosárlabda helyett. A Mintonette végül röplabda néven terjedt el, beltéri és szabadtéri változatban egyaránt.